# Доланц, Стане
Стане Доланц (словен. Stane Dolanc, серб. Стане Доланц; 16 ноября 1925, Храстник — 12 декабря 1999, Любляна) — югославский политик, в 1982—1984 годах министр внутренних дел СФРЮ.

## Биография

### Ранние годы
Родился 16 ноября 1925 в шахтёрском посёлке Храстник в бедной семье. Отец шахтёр, мать домохозяйка. Окончил начальную школу в родном посёлке, учился в гимназии в Любляне. В апреле 1941 года бежал из города после оккупации страны, перебрался в Грац, где доучился в 1944 году. Вступил в партизанское антифашистское движение в том же году, был принят в КПЮ. По свидетельству американского журналиста, эмигранта из Югославии Душко Додера (книга «Югославы», 1978 год), Доланц был завербован в гитлерюгенд.

### Служба в армии
После завершения войны Доланц продолжил службу в составе 14-й словенской дивизии, а в 1947 году после её расформирования был перенаправлен в Задар. Преподавал в Высшей артиллерийской школе политическую экономику до начала 1950-х годов, затем в Ново-Месте занимал должность заместителя прокурора Люблянского корпуса. Несмотря на своё желание получить высшее образование, Доланцу постоянно отказывали в этом, вследствие чего он учился тайно. Только благодаря его авторитету его не уволили из армии, и Стане получил право на высшее образование. Он окончил Люблянский университет по юридической специальности, а также изучал политологию и социологию в Риме, Париже и Москве. После обучения стал офицером контрразведки в Загребе. В 1960 году уволился из армии, став директором Высшей школы политических наук Любляны.

### ЦК СКЮ
В 1965 году Доланц был избран в ЦК СКЮ, а в 1966 году вошёл в Президиум СКЮ. Будучи секретарём партийной ячейки Люблянского университета, Доланц в 1968 году предотвратил студенческий бунт. На IX конгрессе Союза коммунистов Югославии в марте 1969 года его избрали в Исполнительный комитет ЦК СКЮ, в 1970 году он был назначен секретарём Исполнительного бюро Президиума ЦК СКЮ, пробыв там 9 лет. С 1979 по 1982 годы он отвечал за координацию с ЦК Союза коммунистов Словении, а 16 мая 1982 года был назначен министром внутренних дел (Союзным секретарём внутренних дел СФРЮ), пробыв на этой должности до 15 мая 1984. Продолжил деятельность в Президиуме СФРЮ, из политики ушёл в 1989 году.

### Смерть и память
Остаток жизни провёл в Краньске-Горе. 19 декабря 1999 скончался от последствий инсульта, похоронен в лесу Мартулек близ Краньски-Горы. Был награждён Орденом Героя Социалистического Труда СФРЮ. Как писатель прославился благодаря своей книге «Союз коммунистов Югославии и самоуправление» (1975 год), а также автором нескольких книг о Тито.

### Оценка деятельности
По оценке современников, Стане Доланц был вторым человеком во власти после Иосипа Броза Тито, особенно сильным его влияние стало в конце жизни Тито. Фактически он был «серым кардиналом», умевшим извлекать выгоду из крупнейших событий в стране. Многим современникам Доланц остался известен как активный борец с инакомыслием.
Доланц оказался одним из главных провокаторов хорватской весны и втайне поддерживал сербских либералов, однако же в 1981 году во время беспорядков Доланц скрыл истинные данные о произошедшем, направив против себя обе протестующие стороны — сербов, которые считали его провокатором, и албанцев, которые посчитали его бессердечным человеком, не видящим проблемы национальных меньшинств. По свидетельству Йованки Броз, жены Тито, Доланц вместе с министром обороны Николой Любичичем обвиняли её во множестве преступлений, начиная от хищения имущества и заканчивая подготовкой к государственному перевороту, что привело к разрыву с Тито. Сам он, по словам Йованки, пытался сделать всё возможное, чтобы остановить давление со стороны Доланца и Любичича. После смерти Тито Доланц лично отправил Йованку в информационную блокаду, запретив ей выходить из собственного дома и общаться с кем-либо.
Наконец, Доланцу инкриминируют уникальный ход — со слов современников, Доланц в должности Министра внутренних дел СФРЮ завербовал ключевых фигур сербской организованной преступности в УДБА и давал им задания по ликвидации определённых политических противников Югославии (в основном сотрудничавших с хорватскими радикальными националистическими группировками).